# Витлин, Ирина Михайловна
Ирина Михайловна Витлин (1905—1978) — советская оперная певица. Солистка Ленинградского театра оперы и балета имени С. М. Кирова, заслуженная артистка РСФСР.

## Биография
Ирина Михайловна Витлин родилась 1 (14) апреля 1905 года в Александровске Екатеринославской губернии в семье фотографа Моисея Витлина. Во время учёбы в гимназии на неё обратила внимание преподаватель музыки и пения. В последнем классе она порекомендовала ехать в Днепропетровск к известному педагогу Энгель-Крону, который после года обучения посоветовал девушке, имеющей голос редкого низкого тембра, поступать в Ленинградскую консерваторию. 
Ирина Витлин приехала в Ленинград поздней осенью 1925 г. Приёмные экзамены давно закончились. Но, узнав из объявления в вестибюле, что в этом году не набрали ни одного контральто, она вбежала в кабинет директора со словами: «У меня контральто!». Александр Константинович Глазунов, возглавлявший консерваторию, устроил ей прослушивание. В тот же день Ирина Витлин получила место в общежитии и стипендию.
Её педагогом стал известный тенор Ленинградского театра оперы и балета имени Кирова Н. А. Большаков. Уже с 3-го курса Н.А.Большаков берет её в свои концерты и с гордостью представляет как свою талантливую ученицу. В архиве Театрального музея есть запись  от 1928 года о концерте, посвящённом Чайковскому: «Пел профессор Консерватории Н.А.Большаков и его ученица И.М.Витлин».                                                                                                      
Ирина Витлин обладала уникальным, редким контральто очень красивого тембра. Её артистичность, темперамент, сценическое обаяние, яркая внешность, обратили на себя внимание и критиков, и  руководства Кировского театра оперы и балета. Молодую певицу начали приглашать на небольшие партии. Дебюты прошли успешно, и после 3-го курса Консерватории в 1929 г. она становится солисткой Театра оперы и балета им. С. М. Кирова. Журнал «Рабочий и театр» в №17 за 1933 год публикует статью В. Музалевского, в которой автор, сетуя на плохую организацию в театре, пишет: «Такие молодые силы, как Белухина, Витлин, Нечаев, представляющие лучшую часть молодых кадров нашей оперы, впервые появляются на сцене без репетиций и предварительной подготовки».

## Признание
Со временем Ирина Витлин обрела мастерство, опыт, а голос её оставался на долгие годы таким же ярким и сильным. Выдающийся дирижер Ю.В.Гамалей в книге «Мариинка и моя жизнь» писал: «И.М.Витлин обладала потрясающим голосом низким меццо-сопрано, контральто очень мягкого, теплого тембра и была хороша в партиях, написанных для этого голоса». 
В 1940 году в Москве состоялась Декада ленинградского искусства. Принимали участие в Кремлевском концерте лучшие силы драмы, оперы и балета: Г.Уланова, В.Чабукиани, Н.Печковский, К.Скоробогатов, Е.Корчагина-Александровская, П.Андреев, Г.Нэлепп. Вели концерт А.Райкин и Н.Черкасов. Ирина Витлин пела в третьем отделении арию из оперы «Опричник». Все исполнители имели триумфальный успех. После концерта они ждали появления за кулисами Сталина. Он поздравил всех, но подошёл только к Ирине со словами: «Молодец, молодец!» Некоторые участники концерта, в том числе и Ирина Витлин, на следующий день получили ордена и медали. Ирина Витлин была награждена орденом «Знак Почета». В том же году ей было присвоено звание «Заслуженная артистка РСФСР».

## Оперные партии
Ирина Витлин была занята во многих операх, её репертуар широк, достаточно перелистать программки тех лет. 
Полный список партий:
| Номер | Партия                  | Опера                   | Композитор           |
| ----- | ----------------------- | ----------------------- | -------------------- |
| 1     | Авра                    | "Юдифь"                 | А.Н. Серов           |
| 2     | Азучена                 | "Трубадур"              | Джузеппе Верди       |
| 3     | Баба с фиолетовым носом | "Ночь перед Рождеством" | Н.А.Римский-Корсаков |
| 4     | Бабариха                | "Сказка о царе Салтане" | Н.А.Римский-Корсаков |
| 5     | Ваня                    | "Иван Сусанин"          | М.И.Глинка           |
| 6     | Власьевна               | "Псковитянка"           | Н.А.Римский-Корсаков |
| 7     | Графиня                 | "Пиковая дама"          | П.И.Чайковский       |
| 8     | Гувернантка             | "Пиковая дама"          | П.И.Чайковский       |
| 9     | Дуэнья                  | "Дуэнья"                | С.С.Прокофьев        |
| 10    | Егоровна                | "Дубровский"            | Э.Ф.Направник        |
| 11    | Княгиня                 | "Русалка"               | А.С,Даргомыжский     |
| 12    | Кончаковна              | "Князь Игорь            | А.П.Бородин          |
| 13    | Мамка Ксении            | "Борис Годунов"         | М.П.Мусоргский       |
| 14    | Марфа                   | "Хованщина"             | М.П.Мусоргский       |
| 15    | Марья                   | "Князь-озеро"           | И.И.Дзержинский      |
| 16    | Матуля                  | "Щорс"                  | Г.Фарди              |
| 17    | Нежата                  | "Садко"                 | Н.А.Римский-Корсаков |
| 18    | Ненила                  | "Чародейка"             | П.И.Чайковский       |
| 19    | Няня                    | "Евгений Онегин"        | П.И.Чайковский       |
| 20    | Няня Тамары             | "Демон"                 | А.Г.Рубинштейн       |
| 21    | Ольга                   | "Евгений Онегин"        | П.И.Чайковский       |
| 22    | Первая Норна            | "Гибель богов"          | Р.Вагнер             |
| 23    | Продавщица сахарина     | "Лёд и сталь"           | В.М.Дешевов          |
| 24    | Ратмир                  | "Руслан и Людмила"      | М.И.Глинка           |
| 25    | Старуха                 | "Иван Болотников"       | Л.Б.Степанов         |
| 26    | Старуха                 | "Чёрный Яр"             | А.Ф.Пащенко          |
| 27    | Ульрика                 | "Бал-маскарад"          | Дж.Верди             |
| 28    | Флосхильда              | Золото Рейна            | Р.Вагнер             |
| 29    | Эрда                    | Золото Рейна            | Р.Вагнер             |
| 30    | Ядвига                  | "Вильгельм Тель"        | Дж. Россини          |

Партия Графини в «Пиковой Даме» прошла через всю её творческую жизнь. Она пела её в первые годы работы в театре. Совсем молодая певица искала её внешний облик, походку, но помог случай. Встреча в трамвае с незнакомой старухой помогла создать точный образ героини.  
Благодаря этой роли Витлин получила признание публики и прессы, и этой же ролью она прощалась со сценой в 1956 году.

## Озвучивание мультфильмов
- В 1936 году озвучила роль Свинки в мультфильме "Сказка о попе и о работнике его Балде", который, к сожалению не сохранился.
- В 1940 году приняла участие в работе над мультфильмом "Сказка о глупом мышонке", где озвучила роль Тёти Свинки.

## Концертная деятельность
Особая сторона деятельности Ирины Витлин – её концертные программы. В Большом зале Филармонии Ленинграда с Большим симфоническим оркестром она пела Девятую симфонию Бетховена,  оперу «Орфей и Эвридика» и др. Она сотрудничала с самыми знаменитыми дирижёрами, такими как Е.Мравинский, Ф.Штидри, А.Коутс, А.Гаук, И.Мусин, К.Зандерлинг, Э.Купер и др. 
Ирина Михайловна Витлин умерла 8 февраля 1978 года в Ленинграде. Похоронена на Преображенском еврейском кладбище.

## Личная жизнь
- Первый муж – Эммануил Вениаминович Крестмейн
- Второй муж – Илья Саулович Вайнберг[4]
- Старшая дочь – Элла Эммануиловна Витлин-Крестмейн (1935-2016)
- Младшая дочь – Наталия Ильинична Вайнберг (р.1942)

## Память
В 2003 году Мариинский театр отмечал 200-летие, появилось много книг, альбомов, и почти в каждом из них есть портрет известной певицы.   